# Ambassade d'Italie au Maroc
L'ambassade de la République d'Italie au Maroc est la représentation diplomatique de l'Italie au Royaume du Maroc. Elle est située à Rabat, la capitale du pays, et son ambassadrice est Barbara Bregato, également ambassadrice d'Italie à Nouakchott en Mauritanie.

## Ambassadeurs d'Italie au Maroc
Ambassadeur précédent : Piergiorgio Cherubini (2010 à 2017).
De 2017 à aujourd'hui : Armando Barucco

## Consulats
L'Italie dispose également d'un consulat général à Casablanca. Dont le Consulat Général est Marco Silvi